# Бюльман, Фриц
Фриц Бюльман (нем. Fritz Bühlmann; 22 марта 1848, Гросхёхштеттен, Швейцария — 7 января 1936, там же) — швейцарский государственный деятель, президент Национального совета Швейцарии (1900—1901).

## Биография
Родился в семье адвоката и политика, члена Национального совета Готтлиба Бюльмана.
После окончания кантональной школы в Берне получал юридическое образование в Берне, Лейпциге, Гейдельберге и Париже. С 1872 года работал нотариусом и патентным поверенным. В 1873 году принял на себя адвокатское дело отца в Гросхёхштеттене.
В 1873—1896 годах — председатель городского общинного совета Гросхёхштеттена, в 1875—1905 — кантональный советник Берна, в 1878 году отказался от выборов в правительственный совет кантона.
В 1876—1919 годах — член Национального совета Швейцарии, с 1900 по 1901 год — его председатель.
Был одним из сторонников политики национализации. Вместе с генералом Вилле выступил инициатором военной реформы и новой организации воинских подразделений. Во время Первой мировой войны входил в состав комиссии по нейтралитету. Выступал за расширение прав человека, однако был против введения пропорционального представительства в Национальном совете. Также активно поддерживал развитие в Тане системы национальных парков.
Являлся председателем советов директоров различных компаний в транспортном и энергетическом секторах (включая Motor Columbus AG Baden и Bernische Kraftwerke).
В 1891 году ему было присвоено воинское звание полковника, в 1895 году — генерал-майора, в 1902—1910 годах — командующий 4-м армейским корпусом в звании генерал-лейтенанта.
Являлся почётным доктором Бернского университета. Был известен своими публикациями в области права.
Возглавлял кантональную организацию Радикально-демократической партии и входил в её федеральный центральный совет. Внёс существенный вклад в развитие железнодорожной и энергетической инфраструктуры кантона Берн.